# Plectromerus ornatus
Plectromerus ornatus är en skalbaggsart som beskrevs av Fisher 1947. Plectromerus ornatus ingår i släktet Plectromerus och familjen långhorningar.
Artens utbredningsområde är Kuba. Inga underarter finns listade i Catalogue of Life.